# Voyage (canción)
«Voyage» es el sencillo n.º 28 de la cantante Ayumi Hamasaki, originalmente lanzado el 26 de septiembre del año 2002.

## Información
La canción escrita por Hamasaki, y compuesta por ella y Dai Nagao, es considerada otra de las canciones íconos en la carrera de la artista. Esta canción fue un masivo éxito tras el lanzamiento del antecesor H, y logró permanecer por tres semanas consecutivas en el primer lugar de las listas de Oricon, algo bastante raro para cualquier canción, y que le valió también el premio a la mejor canción del año más tarde, premio que fue otorgado por los jurados de los Japan Record Award del año 2002.
La canción aparte de ser utilizada como el tema principal de la serie de televisión japonesa My Little Chef, fue la canción principal del primer cortometraje donde Ayumi Hamasaki participó, la película "Tsuki ni Shizumu" (Hundiéndose en la Luna), la que fue dirigida por Isao Yukisada. El video musical de la canción contiene imágenes de la película. En el mismo tiempo del lanzamiento de este sencillo también fue estrenada la película a un DVD, la que también incluyó imágenes de como fue grabada la película (por consiguiente también el video musical), aparte del video musical de Voyage.
El sencillo en sí contiene la versión original de la canción aparte de su versión instrumental, y también dos remixes de dos canciones del sencillo anterior H; una versión bossa de "HANABI" y una remezcla de "independent".

## Lista de canciones
1. «Voyage» "Original Mix"
2. «HANABI» "electrical Bossa mix"
3. «H» "SUGIURUMN MIX"
4. «Voyage» "Original Mix -Instrumental-"

- Datos: Q675122